# Pang (Rolpa)
Pour les articles homonymes, voir Pang (homonymie).
Pang (en népalais : पाङ) est un comité de développement villageois du Népal situé dans le district de Rolpa. Au recensement de 2011, il comptait 4 567 habitants.